# شقران إهليلجي
بوشيني إهليلجي (الاسم العلمي: Puccinia elliptica) هو نوع من الفطريات يتبع جنس البوشيني من فصيلة البوشينية.